# 白石村 (北海道)
白石村（しろいしむら）は、かつて北海道豊平川中流右岸の月寒川・厚別川・野津幌川流域にあった村である。札幌郡に属した。現在の札幌市白石区及び厚別区の全域、豊平区の一部の地域に相当する。
ここでは、当村から1874年（明治7年）に分村し、1902年（明治35年）に再び当村と合併した上白石村についても言及する。

## 地理

### 河川
- 豊平川
- 旧豊平川
- 望月寒川
- 北白石川
- 月寒川
- 厚別川
- 野津幌川

## 行政区画（廃止時のデータ）

### 大字
- 白石村
- 上白石村

### 村内の区（北海道庁規定）
- 米里・横町・中央・本通・南郷・北郷・大谷地・野津幌・下野津幌・旭町・厚別東・厚別西・厚別川下・小野幌・山本（旧本田）・上白石1 - 4

## 沿革
月寒川流域は、1871年（明治4年）に仙台藩白石城主・片倉氏家中とその家族約400名によって本格的に開拓が始められ、冬の寒さに耐えながらも現在の国道12号沿い（白石公園付近から白石神社までの間）に短期間で住まいを築いたため、その働きぶりに感心した開拓使の岩村通俊判官は彼らの郷里の名を取り、「白石村」と命名した。その後1874年（明治7年）に村内の26戸が豊平川沿岸に再移住し、後の上白石村を形成した。厚別川・野津幌川流域は江戸時代は「アシリベツ」とも呼ばれ、明治初年から白石村に属したが、1883年（明治16年）、共に長野県出身の河西由造・中沢兼三郎らが入植したのを皮切りに、全国各地や近隣市町村からの農業移民によって開拓が進められた。
- 1871年 - 仙台藩白石城主・片倉氏家臣・佐藤孝郷以下約400名が望月寒（現在の札幌市白石区中央・本通付近）に入植、望月寒村と称したが、後に故郷に因んで白石村と改めた。
- 1872年 - 札幌神社（現：北海道神宮）の旧社殿が白石村100番地（現・白石本通）に移築され、「札幌神社遙拝所」（現・白石神社）が創建された。
- 1872年 - 入植者の子弟のために寺子屋「善俗堂」（後の市立白石小学校）を開設。
- 1873年 - 村内の26戸が豊平川沿岸（現・菊水付近）に移住、上白石村と称す。翌年正式に分村。
- 1877年 - 胆振国幌別郡に入植していた旧白石城主・片倉景憲が上白石村に移転、後に白石・上白石など4村の戸長となる。
- 1879年 - 岩手県人稲垣岩松が北郷に入植。
- 1882年 - 岩井沢七兵衛が南郷に入植。
- 1883年 - 長野県人河西由造らが厚別西（現・厚別区厚別中央地区）、同中沢兼三郎らが厚別東にそれぞれ入植。
- 1884年 - 1886年 - 長野県人藤森弥曾吉・河本平蔵・小池嘉一郎が川下に入植。
- 1885年 - 安住勘五郎と駒林鉄五郎が大谷地に入植。小ヶ口石松らが上野幌に、石松弥七と小ヶ口石太郎が下野幌（現在の厚別区青葉地区・もみじ台地区）にそれぞれ入植。
- 1889年 - 札幌・江別間に江別道路（現・国道12号）が開通。
- 1890年 - 豊平川に上白石村と札幌を結ぶ東橋が完成。
- 1894年 - 北海道炭礦鉄道手宮線（現・函館本線）厚別駅が開業。
- 1897年 - 信濃神社・大谷地神社創建。
- 1902年 - 白石村と上白石村が合併、二級町村白石村となる。旧村名を継承した2大字を編成。
- 1903年 - 北海道炭礦鉄道手宮線白石駅が開業。
- 1910年 - 大字上白石村の一部が札幌区に編入され、札幌区白石町となる。
- 1913年 - 江別村大字江別村の一部（現・厚別区小野幌地区の一部）を編入。
- 1918年 - 白石駅 - 定山渓駅間に定山渓鉄道線が開通。
- 1920年 - 第1回国勢調査実施。世帯数958、人口5,462。
- 1926年 - 北海道鉄道の札幌線（現・千歳線）が開通し、当村内に月寒駅・大谷地駅・野津幌駅（後の初代上野幌駅）が開業。
- 1932年 - 一級町村白石村となる。
- 1944年 - 大字白石村の一部が豊平町に編入される。
- 1949年 - 同年度の世帯数3,697、人口19,555。
- 1950年 - 白石村全域が札幌市に編入。札幌市白石町・同厚別町となる。

## 交通（廃止時のデータ）

### 鉄道
- 国鉄函館本線
  - 白石駅
  - 厚別駅
- 国鉄千歳線
  - 月寒駅
  - 大谷地駅
  - 上野幌駅
- 定山渓鉄道線
  - 白石駅

### 道路
- 国道
  - 国道12号
- 準地方費道
  - 29号札幌夕張線（現・北海道道3号札幌夕張線）
- 準地方費道
  - 3号札幌広島線
  - 5号札幌恵庭線